# Erik Johansson i Simrishamn
Erik Johansson (i riksdagen kallad Johansson i Simrishamn), född 29 mars 1923 i Hyssna församling, död 11 december 2006 i Hyssna, var en svensk arbetsförmedlingsföreståndare och riksdagsledamot (socialdemokrat).
Erik Johansson blev 1956 arbetsförmedlingsföreståndare i Simrishamn, han var också ordförande i Simrishamns arbetarkommun. Han var riksdagsledamot för Socialdemokraterna 1962–1985 (i andra kammaren fram till 1970), invald i Kristianstads läns valkrets.